# Kampung Medan
Kampung Medan is een bestuurslaag in het regentschap Kuantan Singingi van de provincie Riau, Indonesië. Kampung Medan telt 1815 inwoners (volkstelling 2010).